# Sammlung Hanten-Schmidt
Die Sammlung Hanten-Schmidt ist eine Sammlung zeitgenössischer Kunst, die aus den Sammlungen von Sasa Hanten-Schmidt und Klaus F. K. Schmidt hervorging. Die Genealogie der Ausgangssammlungen wurde im Buch Sieh mich an von Sasa Hanten-Schmidt und Wolfgang Ullrich nachvollzogen. Die Analyse ist exemplarisch für die Entstehung deutscher Nachkriegssammlungen.

## Sammlungsstandorte
Die Sammlung verteilt sich auf die drei Standorte Köln, Dresden und Wien. Jeder Standort hat seinen eigenen Charakter und wird genutzt, um die Kunstwerke der Sammlung öffentlich zugänglich zu machen.

## Sammlungsaktivitäten und Stiftung
Die Sammlung Hanten-Schmidt ist durch Leihgaben in zahlreichen musealen Ausstellungen vertreten.
Zuletzt wurde die gemeinnützige Hanten-Schmidt-Foundation mit Sitz in Dresden gegründet. Die Stifter sind Sasa Hanten-Schmidt und Klaus F. K. Schmidt. Stiftungszweck ist insbesondere die Förderung von wissenschaftlichen und essayistischen Projekten im Zusammenhang mit zeitgenössischer Kunst. Speziell werden in der Stiftung Fragen zur Soziologie des Sammelns diskutiert. Förderanträge können fortlaufend und formlos gestellt werden.